# Ладислав Вижек
Ладислав Вижек (чеш. Ladislav Vízek; Хлумец на Цидлини, 22. јануар 1955) бивши је чешки фудбалер, репрезентативац Чехословачке, освајач златне медаље са Летњих олимпијских игара у Москви 1980. године. Учесник је Европског првенства 1980. у Италији и Светског првенства 1982. у Шпанији.

## Каријера
У Чехословачкој је играо за Дуклу из Прага. Освојио је три првенства и три купа Чехословачке. Био је најбољи стрелац првенства у сезони 1981/82. Наступао је још за француски тим Авр.
Одиграо је укупно 55 утакмица за фудбалску репрезентацију Чехословачке, постигао је 13 голова. Учесник је Европског првенства 1980. у Италији и Светског првенства 1982. у Шпанији. Са репрезентацијом је освојио златну медаљу на Летњим олимпијским играма у Москви 1980. године.

## Остало
Његова кћерка Павлина је удата за чешког фудбалера Владимира Шмицера.

## Успеси

### Клуб
- Прва лига Чехословачке

Дукла Праг: 1976/77, 1978/79, 1981/82.
- Куп Чехословачке

Дукла Праг: 1981, 1983, 1985.

### Репрезентација
Чехословачка
- Олимпијске игре: Златна медаља 1980.
- Европско првенство: Треће место 1980.